# Delia aquitima
Delia aquitima är en tvåvingeart som först beskrevs av Huckett 1929.  Delia aquitima ingår i släktet Delia och familjen blomsterflugor.
Artens utbredningsområde är Alberta. Inga underarter finns listade i Catalogue of Life.